# 桃園捷運緑線
緑線（りょくせん、Green Line）は台湾桃園市で計画中の桃園捷運の捷運路線名の1つで、航空城線・空港都市線とも言われており、下記の路線により構成されている。
- 本線：建徳興豊駅 - 坑口駅
- 航空城支線：水尾駅 - 横山駅
- 大渓延伸線： 建徳興豊駅 - 埔頂転運駅
- 中壢延伸線： 建徳興豊駅 - 中壢駅

## 概要
桃園市八徳区から市の中心地桃園区を経て市内を南北に縦断し、大園区に至る全長約27.8 km・21駅の路線で、地下区間が約12.5 km・10駅、高架区間が約15.3 km・11駅で構成される。第1期区間としてG01（建徳興豊駅） - G15（水尾駅）、G15a（菓林駅）、G15b（坑口駅）間の本線を建設し、坑口駅で桃園機場捷運（機場線）と連絡する。第2期区間として開発計画が進んでいる桃園航空城の鉄道アクセスを担うG15（水尾駅） - G19（横山駅）間の航空城支線を建設し、横山駅で桃園機場捷運（旧桃園捷運藍線）と連絡する。また八徳区から先は中壢区、大渓区への延伸が計画されている。
総事業費は本線と航空城支線が約982億元で、負担割合は市が約585億元、中央政府が約397億元。中壢延伸線が約362億元で、負担割合は市が約152億元、中央政府が約210億元。大渓延伸線が約119億元。

## 路線データ
本線と航空城支線
- 建設：桃園市政府捷運工程局
- 運営：桃園捷運公司
- 路線距離（営業キロ）：27.8 km
- 軌間：1435mm
- 駅数：21駅（起終点駅を含む）
- 複線区間：全線（直流750V・第三軌条方式）
- 保安装置：CBTCによる無人運転
- 地下区間：チョコレート駅 - 蘆興埤駅
- 車両：現代ロテム、40編成80両
- 車両基地：北機廠
- 他
  - 中壢延伸線：約7.2km・5駅、南機廠[2]
  - 大渓延伸線：約4.33km・3駅[3]

## 沿革

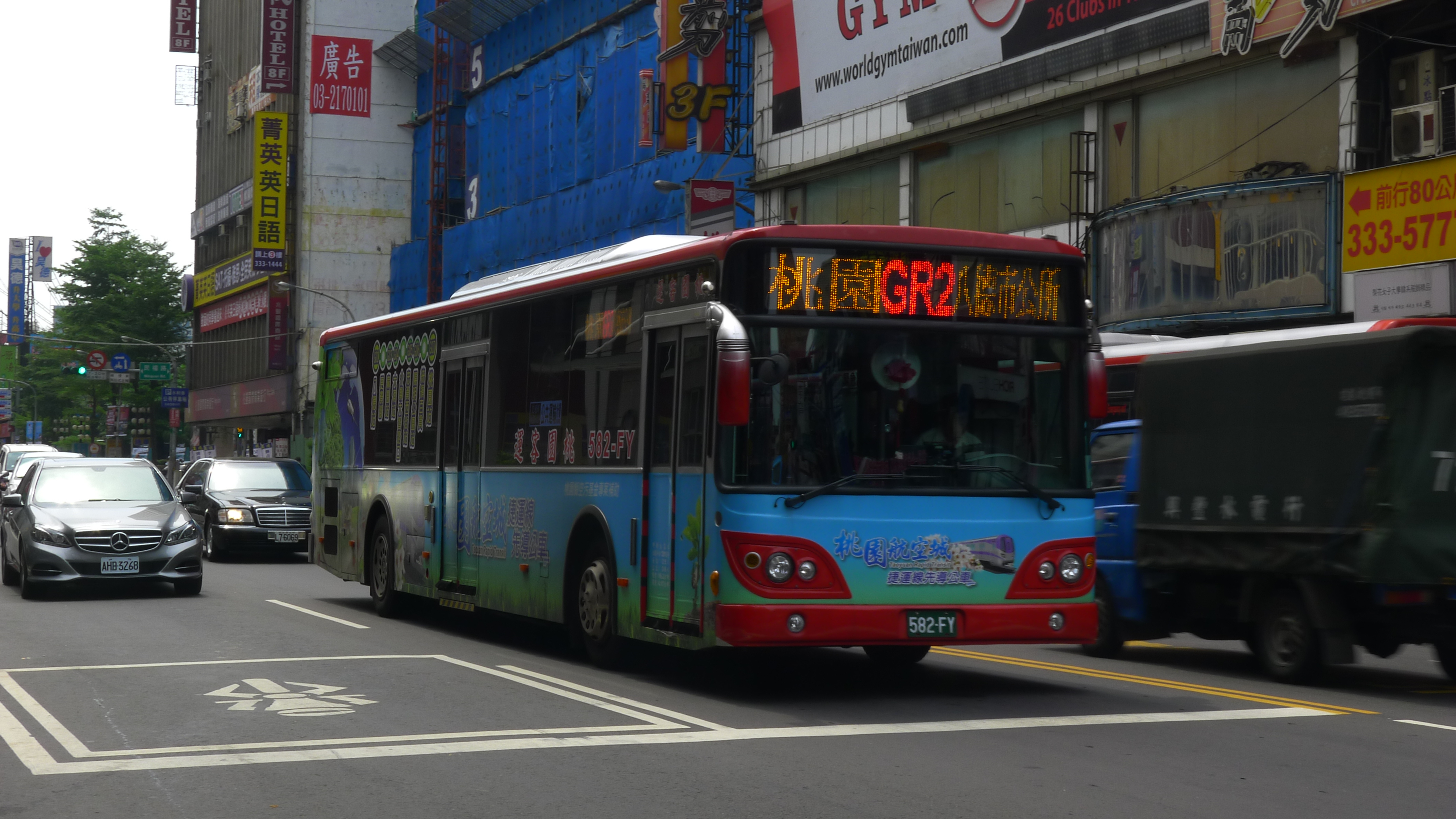
桃園客運運行の捷運先導バスGR2路

- 2011年

8月8日 - 路線計画および周辺開発計画のフィジビリティスタディ（以下F/S）が行政院経済建設委員会（国家発展委員会の前身）で承認される。
- 2013年
  - 10月22日 - 当路線を雁行するzh:桃園航空城捷運線先導公車（桃園客運（中国語版）運行の市公車路線GR/GR2路）運行開始[5]。
- 2014年
  - 7月16日 - 行政院環境保護署で環境アセスメント通過[6]。
- 2016年
  - 3月21日 - 国家発展委員会で総事業費982.64億台湾ドルの路線総合計画案承認[7][8] 。
  - 4月20日 - 行政院で本線・航空城支線路線総合計画案を承認、事業化が正式決定[9]。
- 2018年
  - 6月26日、一括入札で台湾の中華工程公司（中国語版）（土木）、ドイツシーメンス（機電）、韓国現代ロテム（車両）の3者連合が優先交渉権を獲得[10]。
  - 8月15日 - 高架区間の土木工程GC01工区を大陸工程公司が落札、10月着工予定[11]。
  - 10月15日 - GC01工区起工[12]。
- 2019年
  - 6月3日 - 地下区間の土木工程GC02工区入札で中華工程、日本の大豊建設および奥村組3社連合が受注[13]。
  - 6月13日 - 地下区間の土木工程GC03工区入札で互助営造、大陸工程、日本の大林組3社連合が受注[14]。
  - 9月20日 - GC03工区起工[15]。
  - 10月11日 - GC02工区起工。

### 将来
- 2026年 - 本線第1期（坑口～芸文特区、GC01工区の一部・GC03工区の一部）が完工・開業し、桃園大衆捷運股份有限公司 に引き渡されて運営される。
- 2028年 - 本線第2期（芸文特区～景福宮、GC03工区の一部）が完工・開業し、桃園大衆捷運股份有限公司に引き渡されて運営される。
- 2030年 - 本線第3期（景福宮～建徳興豊、GC01/GC02/GC03工区）が完成・開業し、桃園大衆捷運股份有限公司に引き渡されて運営される。
- 2031年 - 航空城支線が完工・開業。

### 延伸計画
中壢延伸線
F/S審査は交通部が2019年8月30日に（終点が中壢体育園区に変更された）、国家発展委員会が同年12月24日に、行政院が2020年2月15日に承認した。
環境保護署は2022年10月26日に環境アセスメント初回審査を、
同年12月14日に本審査を通過させた。総合計画は交通部が2023年10月12日に、国家発展委員会が同年11月23日に、行政院が同年12月29日に承認した。
入札は2024年下半期に処理され、2024年末までの起工を目標としている。
大渓延伸線
2019年12月29日に4.33km、3駅を設置する計画が始動。F/S審査は交通部がこの計画はやや不十分で、大渓区の発展を促進することはできないと判断し、大漢渓東岸の大渓老街への延長を計画に含めることを提案した。その場合距離は2.2キロ、総費用は100億～200億元増加し、約250億元と推定される。

## 車両
- シーメンスとのコンソーシアムを組んだ現代ロテムが1編成2両の無人運転対応車両40編成80両を受注[27]。

## 駅一覧

### 本線
2024年8月20日に、駅名が発表された。
| 駅番号                              | 駅名                        | 駅名                        | 駅名                                                              | 駅間 キロ | 累計 キロ | 駅 構 造 | 接続路線・備考               | 所在地 | 所在地 |
| 駅番号                              | 日本語                      | 繁体字 中国語               | 英語                                                              | 駅間 キロ | 累計 キロ | 駅 構 造 | 接続路線・備考               | 所在地 | 所在地 |
| ----------------------------------- | --------------------------- | --------------------------- | ----------------------------------------------------------------- | --------- | --------- | -------- | ---------------------------- | ------ | ------ |
| ↑ ■大渓延伸線・中壢延伸線へ接続予定 |                             |                             |                                                                   |           |           |          |                              |        |        |
| G1                                  | 建徳興豊駅 （八徳国小）     | 建德興豐站 （八德國小）     | Jiande Xingfeng (Bade Elementary School)                          | 0.0       | 0.0       | 高 架    | ■大渓延伸線 ■中壢延伸線      | 桃園市 | 八徳区 |
| G2                                  | 仁徳公園駅                  | 仁德公園站                  | Rende Park                                                        | 1.463     | 1.463     | 高 架    |                              | 桃園市 | 八徳区 |
| G3                                  | チョコレート駅              | 巧克力站                    | Chocolate                                                         | 1.328     | 2.791     | 地 下    |                              | 桃園市 | 八徳区 |
| G4                                  | 大湳駅                      | 大湳站                      | Danan                                                             | 1.554     | 4.345     | 地 下    | 新北捷運：■三鶯線            | 桃園市 | 八徳区 |
| G5                                  | 小大湳駅                    | 小大湳站                    | Xiaodanan                                                         | 1.320     | 5.665     | 地 下    |                              | 桃園市 | 八徳区 |
| G6                                  | 陽明運動公園駅 （陽明高中） | 陽明運動公園站 （陽明高中） | Yangming Sports Park (Yangming Senior High School)                | 1.518     | 7.183     | 地 下    |                              | 桃園市 | 桃園区 |
| G7                                  | 桃園車站駅                  | 桃園車站                    | Taoyuan Main Staion                                               | 1.360     | 8.543     | 地 下    | 台湾鉄路管理局：縦貫線 ■棕線 | 桃園市 | 桃園区 |
| G8                                  | 景福宮駅                    | 景福宮站                    | Jingfu Temple                                                     | 0.985     | 9.528     | 地 下    |                              | 桃園市 | 桃園区 |
| G9                                  | 中正力行駅 （桃園夜市）     | 中正力行站 （桃園夜市）     | Zhongzheng Lixing (Taoyuan Night Market)                          | 0.863     | 10.391    | 地 下    |                              | 桃園市 | 桃園区 |
| G10                                 | 中正大興駅                  | 中正大興站                  | Zhongzheng Daxing                                                 | 1.112     | 11.503    | 地 下    | ■橘線                        | 桃園市 | 桃園区 |
| G11                                 | 芸文特区駅 （展演中心）     | 藝文特區站 （展演中心）     | Taoyuan Arts and Cultural Business District (Taoyuan Arts Center) | 0.745     | 12.248    | 地 下    |                              | 桃園市 | 桃園区 |
| G12                                 | 蘆興埤駅                    | 蘆興埤站                    | Luxingpi                                                          | 1.319     | 13.567    | 地 下    |                              | 桃園市 | 桃園区 |
| G13                                 | 南竹中正北駅 （河底）       | 南竹中正北站 （河底）       | Nanzhu Zhongzheng North (Hedi)                                    | 1.642     | 15.209    | 高架     |                              | 桃園市 | 蘆竹区 |
| G14                                 | 蘆竹中正北駅                | 蘆竹中正北站                | Luzhu Zhongzheng North                                            | 1.349     | 16.558    | 高架     |                              | 桃園市 | 蘆竹区 |
| G15                                 | 水尾駅                      | 水尾站                      | Shuiwei                                                           | 2.139     | 18.697    | 高架     | ■航空城支線                  | 桃園市 | 蘆竹区 |
| G15a                                | 菓林駅                      | 菓林站                      | Guolin                                                            |           |           | 高架     |                              | 桃園市 | 大園区 |
| G15b                                | 坑口駅                      | 坑口站                      | Kengkou                                                           |           | 21.545    | 高架     | ■機場線                      | 桃園市 | 蘆竹区 |

### 航空城支線
接続駅を除き、駅名は仮称。
| 駅番号          | 駅名       | 駅名          | 駅名           | 駅間 キロ | 累計 キロ | 駅構造 | 接続路線・備考 | 所在地 | 所在地 |
| 駅番号          | 日本語     | 繁体字 中国語 | 英語           | 駅間 キロ | 累計 キロ | 駅構造 | 接続路線・備考 | 所在地 | 所在地 |
| --------------- | ---------- | ------------- | -------------- | --------- | --------- | ------ | -------------- | ------ | ------ |
| ↑ ■本線直通予定 |            |               |                |           |           |        |                |        |        |
| G15             | 水尾駅     | 水尾站        | Shuiwei        | 0.0       | 0.0       | 高架   | ■本線          | 桃園市 | 蘆竹区 |
| G16             | 航空城一駅 | 航空城一站    | Aerotropolis 1 |           |           | 高架   |                | 桃園市 | 大園区 |
| G17             | 航空城二駅 | 航空城二站    | Aerotropolis 2 |           |           | 高架   |                | 桃園市 | 大園区 |
| G18             | 航空城三駅 | 航空城三站    | Aerotropolis 3 |           |           | 高架   |                | 桃園市 | 大園区 |
| G19             | 横山駅     | 橫山站        | Hengshan       |           | 6.255     | 高架   | ■機場線        | 桃園市 | 大園区 |

### 大渓延伸線
接続駅を除き、駅名は仮称。
| 駅番号          | 駅名                    | 駅名                    | 駅名                                     | 駅間 キロ | 累計 キロ | 駅構造 | 接続路線・備考    | 所在地 | 所在地 |
| 駅番号          | 日本語                  | 繁体字 中国語           | 英語                                     | 駅間 キロ | 累計 キロ | 駅構造 | 接続路線・備考    | 所在地 | 所在地 |
| --------------- | ----------------------- | ----------------------- | ---------------------------------------- | --------- | --------- | ------ | ----------------- | ------ | ------ |
| ↑ ■本線接続予定 |                         |                         |                                          |           |           |        |                   |        |        |
| G1              | 建徳興豊駅 （八徳国小） | 建德興豐站 （八德國小） | Jiande Xingfeng (Bade Elementary School) | 0.0       | 0.0       | 高架   | ■本線 ■中壢延伸線 | 桃園市 | 八徳区 |
| GA01            |                         |                         |                                          |           |           | 高架   |                   | 桃園市 | 大渓区 |
| GA02            |                         |                         |                                          |           |           | 高架   |                   | 桃園市 | 大渓区 |
| GA03            | 埔頂転運駅              | 埔頂轉運站              | Puding Transfer Station                  |           | 4.33      | 高架   |                   | 桃園市 | 大渓区 |

### 中壢延伸線
接続駅を除き、駅名は仮称。
| 駅番号          | 駅名                    | 駅名                    | 駅名                                     | 駅間 キロ | 累計 キロ | 駅構造 | 接続路線・備考                 | 所在地 | 所在地 |
| 駅番号          | 日本語                  | 繁体字 中国語           | 英語                                     | 駅間 キロ | 累計 キロ | 駅構造 | 接続路線・備考                 | 所在地 | 所在地 |
| --------------- | ----------------------- | ----------------------- | ---------------------------------------- | --------- | --------- | ------ | ------------------------------ | ------ | ------ |
| ↑ ■本線接続予定 |                         |                         |                                          |           |           |        |                                |        |        |
| G1              | 建徳興豊駅 （八徳国小） | 建德興豐站 （八德國小） | Jiande Xingfeng (Bade Elementary School) | 0.0       | 0.0       | 高架   | ■本線 ■大渓延伸線              | 桃園市 | 八徳区 |
| GE01            |                         |                         |                                          |           |           | 高架   |                                | 桃園市 | 八徳区 |
| GE02            |                         |                         |                                          |           |           | 地下   |                                | 桃園市 | 中壢区 |
| GE03            |                         |                         |                                          |           |           | 地下   |                                | 桃園市 | 中壢区 |
| GE04            |                         |                         |                                          |           |           | 地下   |                                | 桃園市 | 中壢区 |
| GE05            | 中壢体育園区駅          | 中壢體育園區站          | Zhongli Sports Park                      |           |           | 地下   | ■機場線                        | 桃園市 | 中壢区 |
| A23             | 中壢車站駅              | 中壢車站                | Zhongli Railway Station                  |           | 7.2       | 地下   | ■機場線 台湾鉄路管理局：縦貫線 | 桃園市 | 中壢区 |